# برايان نيكولز
برايان نيكولز (بالإنجليزية: Brian Nichols) هو قاتل فترة أمريكي، ولد في 10 ديسمبر 1971 في بالتيمور في الولايات المتحدة.

## وصلات خارجية
- برايان نيكولز على موقع إن إن دي بي (الإنجليزية)